# Couples Retreat
Couples Retreat is een Amerikaanse romantische komedie uit 2009 van Peter Billingsley met in de hoofdrollen onder meer Vince Vaughn en Jon Favreau, die ook meeschreven aan het script. De derde schrijver, Dana Fox, heeft een klein rolletje als serveerster.

## Verhaal
Tot hun grote frustratie lukt het het stel Jason (Jason Bateman) en Cynthia (Kristen Bell) niet om een kind te krijgen. Tijdens het verjaardagsfeestje van het zoontje van het bevriende echtpaar Dave (Vince Vaughn) en Ronnie (Malin Åkerman) kondigen ze daarom aan een scheiding te overwegen. Als laatste redmiddel willen ze echter nog een relatietherapie doen in een resort genaamd Eden. Ze kunnen hiervoor korting krijgen als ze drie andere stellen meenemen en onder meer na uitgelegd te hebben dat de therapie optioneel is, zijn naast Dave en Ronnie ook Joey (Jon Favreau) en Lucy (Kristin Davis) en Shane (Faizon Love) en Trudy (Kali Hawk) hiertoe bereid.
Na aankomst blijkt Eden niet op alle punten even aangenaam. Zo is de relatietherapie wel degelijk verplicht en begint deze al om zes uur 's ochtends. Tevens is zowel gastheer Sctanley (sic, Peter Serafinowicz) en oprichter Marcel (Jean Reno) nogal eigenaardig. Een ander belangrijk punt is dat Eden uit twee delen bestaat, die absoluut geen contact met elkaar mogen hebben, te weten Eden West voor stellen en Eden East voor alleenstaanden.

## Rolverdeling
| Acteur             | Personage                     | Opmerkingen                                                     |
| ------------------ | ----------------------------- | --------------------------------------------------------------- |
| Vince Vaughn       | Dave                          |                                                                 |
| Malin Åkerman      | Ronnie                        | Daves vrouw                                                     |
| Jason Bateman      | Jason Smith                   |                                                                 |
| Kristen Bell       | Cynthia Smith                 | Jasons vrouw                                                    |
| Jon Favreau        | Joey Tippaglio                |                                                                 |
| Kristin Davis      | Lucy Tippaglio                | Joey's vrouw                                                    |
| Faizon Love        | Shane                         |                                                                 |
| Kali Hawk          | Trudy                         | Shanes veel jongere vriendin                                    |
| Peter Serafinowicz | Sctanley (met een stomme "c") | Britse gastheer van Eden                                        |
| Jean Reno          | Marcel                        | oprichter en eigenaar van Eden                                  |
| Tasha Smith        | Jennifer                      | Shanes ex-vrouw                                                 |
| Carlos Ponce       | Salvadore                     | yoga-instructeur                                                |
| Vernon Vaughn      | Jim Jim                       | Daves vader. Vernon is ook in werkelijkheid Vince Vaughns vader |

## Productie
Het in de film getoonde resort Eden is in werkelijkheid het St. Regis Bora Bora Resort op het eiland Bora Bora in Frans-Polynesië. Verder werd er onder meer gefilmd in Los Angeles en op O'Hare International Airport.
De film bevatte oorspronkelijk ook een paar wat meer duistere scènes, maar deze werden bij de montage weggelaten.
Universal kreeg kritiek voor het feit dat terwijl op de filmposter voor de Amerikaanse markt alle vier de stellen afgebeeld zijn, in sommige andere landen Faizon Love en Kali Hawk waren weggelaten.
Andere controverse kwam voort uit een scène waarin Favreaus personage zich bevredigt tijdens het bekijken van een foto van voormalig model Irina Krupnik. Zij spande een rechtszaak aan tegen onder meer de producenten, maar verloor deze.